# 리투아니아의 주

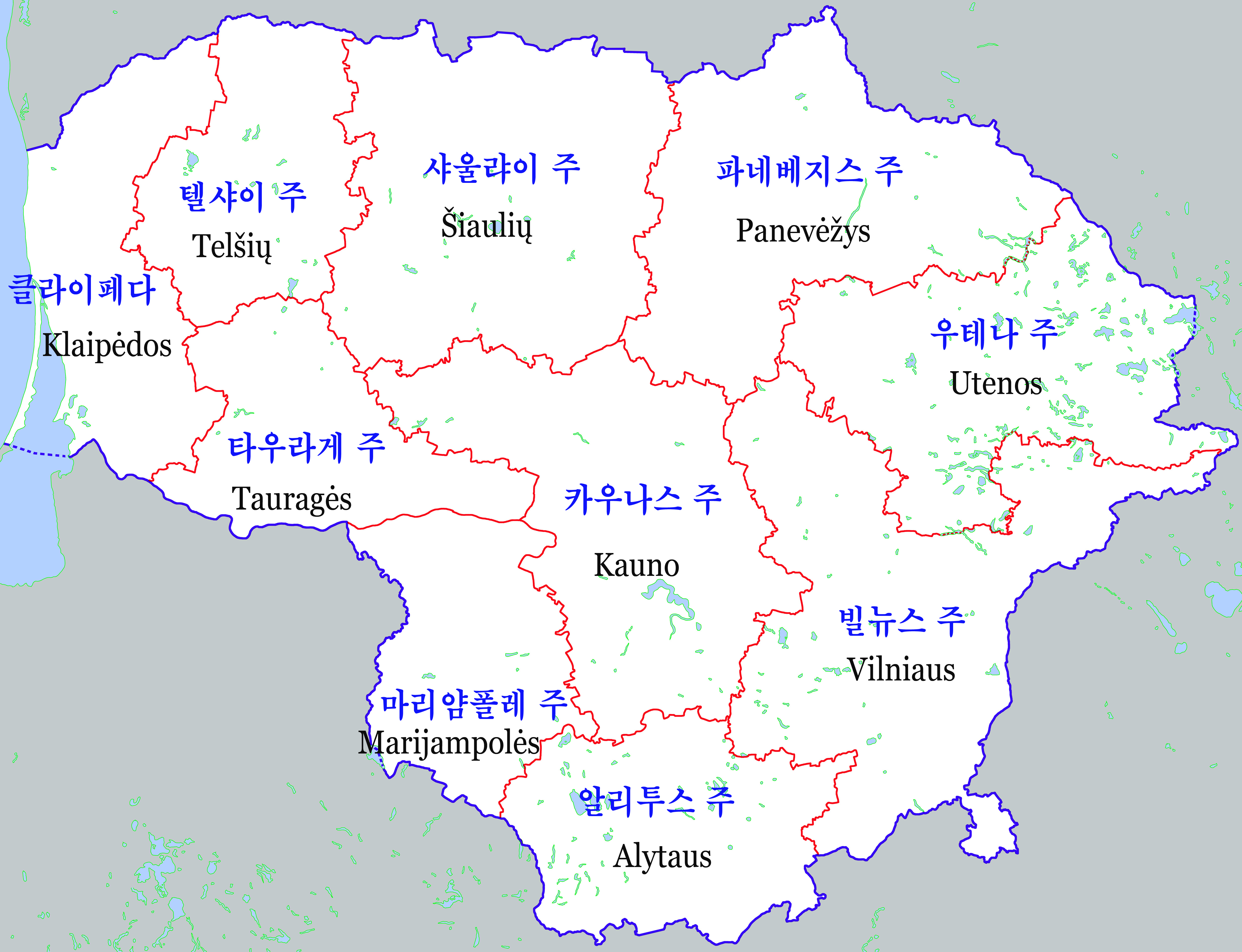
리투아니아의 행정 구역

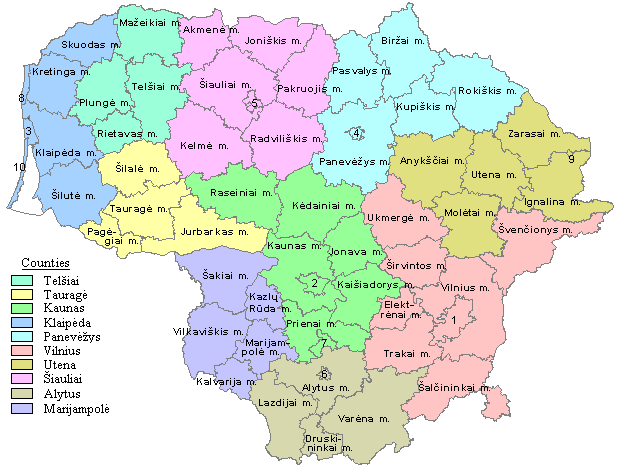
리투아니아의 지방 자치체

리투아니아는 10개 주(리투아니아어: apskritis, 복수형 apskritys)로 구성되어 있다. 이들 주는 60개 지방 자치체(리투아니아어: savivaldybė, 복수형 savivaldybės)로 나뉘는데 7개 도시, 43개 구, 10개 시로 구성되어 있다. 이들 주는 1994년에 신설되었으며 2000년에 약간 수정되었다.
2010년까지 리투아니아의 주는 중앙 정부에서 임명한 주지사(리투아니아어: apskrities viršininkas, 복수형 apskrities viršininkai)가 관리했는데 주지사의 주요 임무는 지방 자치 단체가 리투아니아의 법률과 헌법을 준수하도록 하는 것이었다. 하지만 주지사들에게 부여된 큰 권한이 없었기 때문에 리투아니아에서는 10개 주를 축소하는 방안이 논의되기도 했다. 2010년 7월 1일을 기해 리투아니아에서 주 정부가 폐지되었지만 주는 여전히 통계 및 보고 목적으로 사용된다.

## 목록
| 번호 | 주                              | 주도       | 면적 (km2)   | 인구 (명) (2001년 기준) | 인구 밀도 (명/km2) | 소속 지방 자치체                                                                                    |
| ---- | ------------------------------- | ---------- | ------------ | ----------------------- | ------------------ | --------------------------------------------------------------------------------------------------- |
| 1    | 알리투스주 듣기 (도움말·정보)   | 알리투스   | 5,425 (6위)  | 188,000 (7위)           | 34.7 (8위)         | 알리투스시 알리투스구 드루스키닝카이시 라즈디야이구 바레나구                                        |
| 2    | 카우나스주 듣기 (도움말·정보)   | 카우나스   | 8,060 (3위)  | 702,100 (2위)           | 87.1 (2위)         | 비르슈토나스시 요나바구 카이샤도리스구 카우나스시 카우나스구 케다이냐이구 프리에나이구 라세이냐이구 |
| 3    | 클라이페다주 듣기 (도움말·정보) | 클라이페다 | 5,209 (7위)  | 386,100 (3위)           | 74.1 (3위)         | 클라이페다시 클라이페다구 크레팅가구 네링가시 팔랑가시 스쿠오다스구 실루테구                        |
| 4    | 마리얌폴레주 듣기 (도움말·정보) | 마리얌폴레 | 4,463 (8위)  | 188,800 (6위)           | 42.3 (5위)         | 칼바리야시 카즐루루다시 마리얌폴레시 샤캬이구 빌카비슈키스구                                        |
| 5    | 파네베지스주 듣기 (도움말·정보) | 파네베지스 | 7,881 (4위)  | 300,300 (5위)           | 38.1 (7위)         | 비르자이구 쿠피슈키스구 파네베지스시 파네베지스구 파스발리스구 로키슈키스구                         |
| 6    | 샤울랴이주 듣기 (도움말·정보)   | 샤울랴이   | 8,540 (2위)  | 370,400 (4위)           | 43.4 (4위)         | 아크메네구 요니슈키스구 켈메구 파크루오이스구 라드빌리슈키스구 샤울랴이시 샤울랴이구                |
| 7    | 타우라게주 듣기 (도움말·정보)   | 타우라게   | 4,411 (9위)  | 134,300 (10위)          | 30.4 (9위)         | 유르바르카스구 파게갸이시 실랄레구 타우라게구                                                       |
| 8    | 텔샤이주 듣기 (도움말·정보)     | 텔샤이     | 4,350 (10위) | 180,000 (9위)           | 41.4 (6위)         | 마제이캬이구 플룽게구 리에타바스시 텔샤이구                                                         |
| 9    | 우테나주 듣기 (도움말·정보)     | 우테나     | 7,201 (5위)  | 186,400 (8위)           | 25.9 (10위)        | 아닉슈차이구 이그날리나구 몰레타이구 우테나구 비사기나스시 자라사이구                               |
| 10   | 빌뉴스주 듣기 (도움말·정보)     | 빌뉴스     | 9,760 (1위)  | 850,700 (1위)           | 87.2 (1위)         | 엘렉트레나이시 샬치닝카이구 시르빈토스구 슈벤초니스구 트라카이구 우크메르게구 빌뉴스시 빌뉴스구     |

## 같이 보기
- 리투아니아의 지방 자치체
- ISO 3166-2:LT